# Boleszkowice (Myślibórz)
Pour les articles homonymes, voir Boleszkowice.
Boleszkowice est une localité polonaise et siège de la gmina rurale de Boleszkowice située dans le powiat de Myślibórz en voïvodie de Poméranie-Occidentale. Elle se situe à environ 32 km au sud-ouest de Myślibórz et 78 km au sud de la capitale régionale Szczecin.

## Géographie

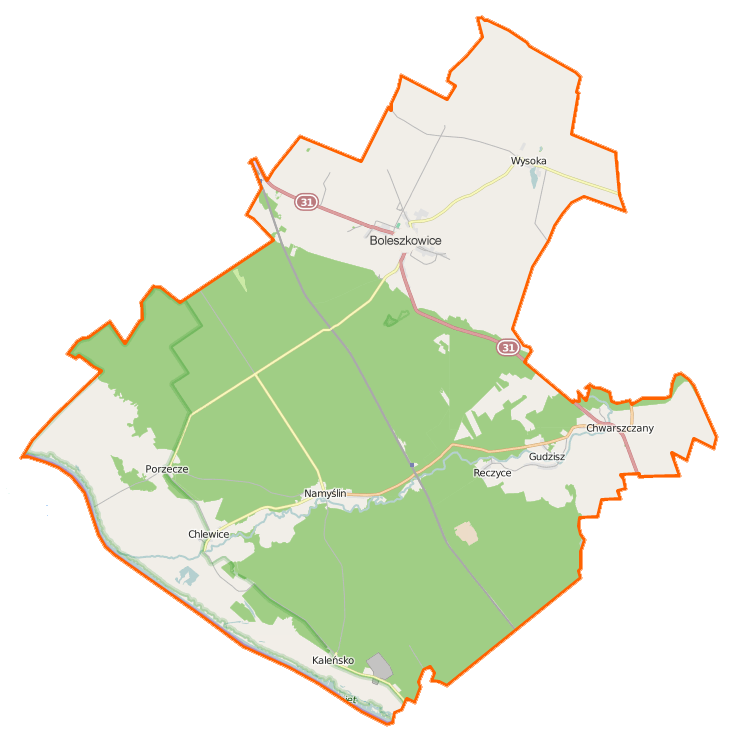
Carte de la gmina de Boleszkowice.

## Histoire
De 1815 à 1945, Neudamm fait partie de l'arrondissement de Custrin puis à partir de 1836 de l'arrondissement de Königsberg-en-Nouvelle-Marche (de) dans le district de Francfort au sein de la province de Brandebourg.